# 2018 في إسرائيل
فيما يلي قوائم الأحداث التي وقعت خلال عام 2018 في إسرائيل.

## أحداث

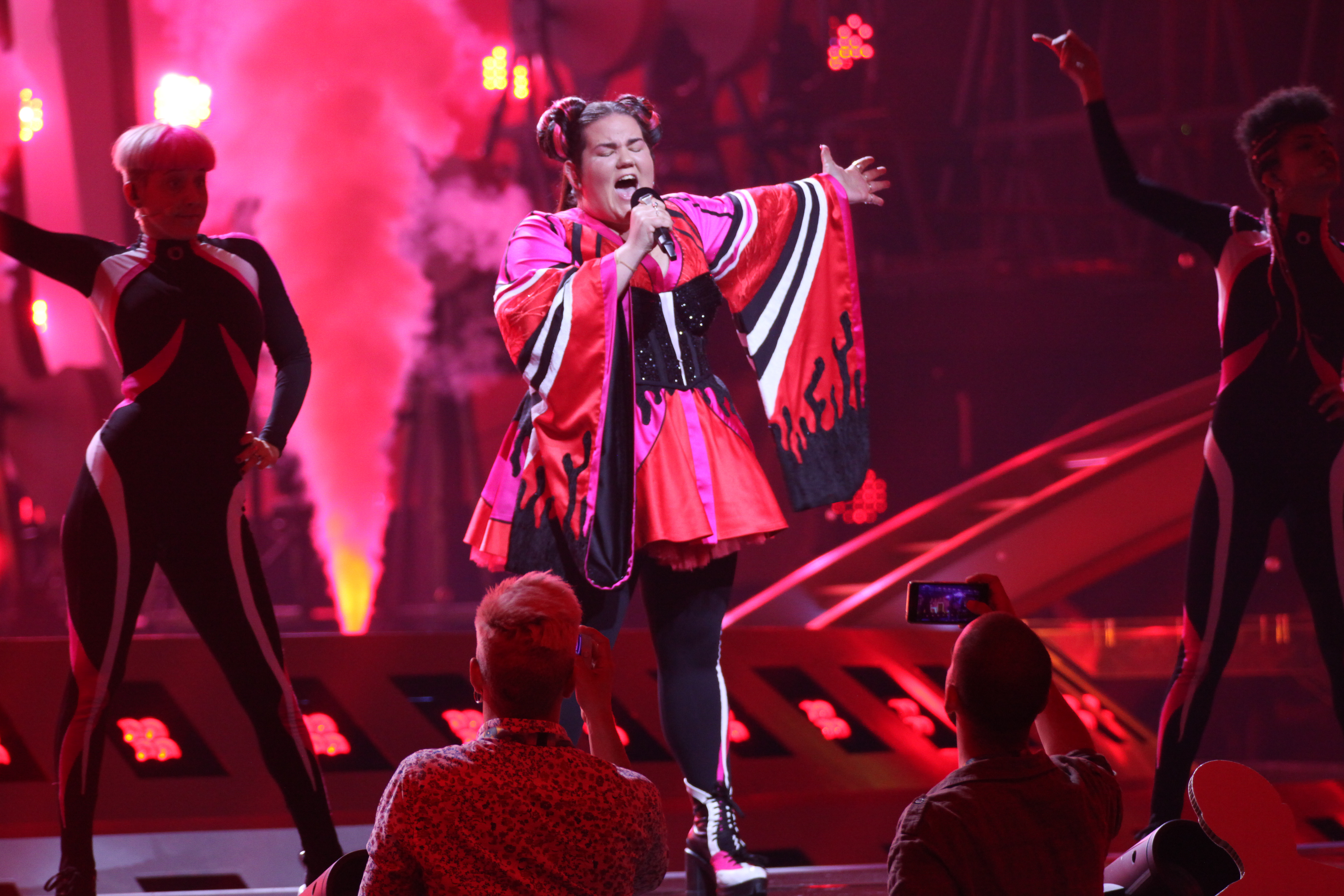
نيتا برزيلاي من إسرائيل تفوز بمسابقة يوروفيجن للأغنية في لشبونة بأغنية "Toy"

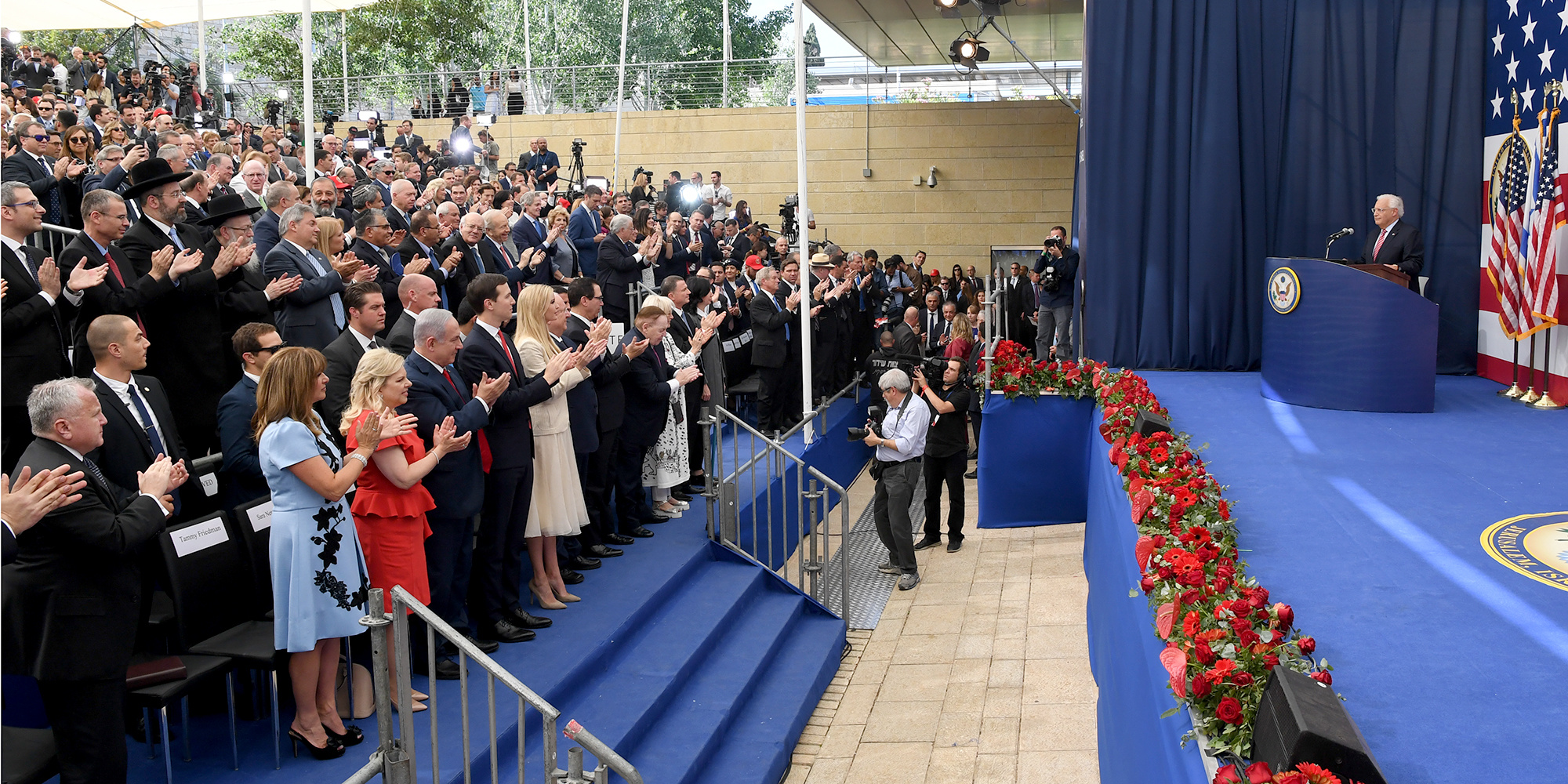
افتتحت السفارة الأمريكية في إسرائيل في القدس في احتفال بهيج

- 10 فبراير – الحادث بين إسرائيل وسوريا فبراير 2018

## سياسة

### تعيين في المنصب
- 9 فبراير – بنينا تامانو-شطا عضو الكنيست [الإنجليزية]‏.

### انتهاء فترة المنصب
- 9 فبراير – يعقوب بيري عضو الكنيست [الإنجليزية]‏.
- 22 فبراير – اسحق كوهين عضو الكنيست [الإنجليزية]‏.
- 14 مارس – دافيد ازولاي عضو الكنيست [الإنجليزية]‏.

## رياضة
- 27 مايو – طواف إيطاليا 2018

## وفيات

### يناير
- 7 يناير – شوقي حبيب (مواليد 1929) أستاذ وشاعر فلسطيني.
- 13 يناير – إلياهو فينوغراد (مواليد 1926)
- 31 يناير – دان ألون (مواليد 1945)

### فبراير
- 1 فبراير – عمر العقاد (مواليد 1927) رجل أعمال فلسطيني سعودي.

### مارس
- 24 مارس – ريم بنا (مواليد 1966) مغنية وملحنة وناشطة فلسطينية.

### أبريل
- 3 أبريل – هاشم محاميد (مواليد 1945) الرئيس الأول لبلدية أم الفحم وعضو كنيست سابق من عرب الداخل.
- 11 أبريل – جمانة الحسيني (مواليد 1932) نحاتة فلسطينية.